# Каракемер (Жамбильський район)
Каракеме́р (каз. Қаракемер) — село у складі Жамбильського району Жамбильської області Казахстану. Адміністративний центр Каракемерського сільського округу.
Населення — 1718 осіб (2021; 1540 у 2009, 1468 у 1999, 1933 у 1989).